# Soriculus nigrescens
La musaraña de la montaña himalaya (Soriculus nigrescens) es una especie de mamífero de la familia se los sorícidos, se encuentra en Bután, China, India, Birmania y Nepal. 